# Пётка
Пётка — река в России, протекает по Подпорожскому району Ленинградской области.
Исток — озеро Кекозеро, в которое впадает протока без названия, несущая воды озёр Легмозера, Оёзера, Каргинского и Кодозера.
Течёт на восток, принимает левый приток Яйму (из Яймозера и Гонгозера), впадает в озеро Чикозеро, из которого вытекает река Паданка. Паданка впадает в реку Шокшу, которая, в свою очередь, впадает в реку Оять, левый приток Свири. Длина реки составляет 21 км.
Перед устьем реки на её левом берегу находится деревня Аверкиевская, реку пересекает мост на дороге, связывающей Аверкиевскую с Винницами.

## Данные водного реестра
По данным государственного водного реестра России относится к Балтийскому бассейновому округу, водохозяйственный участок реки — Свирь, речной подбассейн реки — Свирь (включая реки бассейна Онежского озера). Относится к речному бассейну реки Нева (включая бассейны рек Онежского и Ладожского озера).
Код объекта в государственном водном реестре — 01040100812102000013055.